# 도쿠가와 하루사다 (1728년)
도쿠가와 하루사다(일본어: 徳川治貞, 1728년 3월 26일 ~ 1789년 12월 12일)는 이요 사이조번 제5대 번주, 기이 와카야마번 제9대 번주를 지냈다. 기슈 번주 도쿠가와 무네나오의 차남으로 태어났다.
총명한 인품과 뛰어난 정치적 역량으로 알려졌으며, 번정 개혁, 검약령, 재정 재건 등에 힘썼다.
도쿠가와 요시무네의 정책을 참고해 번의 재정 재건과 민정 안정에 성공했고, 가신과 영민들에게 신뢰를 받았다.

## 같이 보기
- 호소카와 시게카타와 같이 "기슈의 기린, 히고의 봉황"이라 불렸다.

| 전임 마쓰다이라 요리사토 | 제5대 사이조번 번주 (사이조 마쓰다이라가) 1753년 ~ 1775년 | 후임 마쓰다이라 요리카타 |

| 전임 도쿠가와 시게노리 | 제9대 기슈번 번주 (기슈 도쿠가와가) 1775년 ~ 1789년 | 후임 도쿠가와 하루토미 |